# ブリストル大学

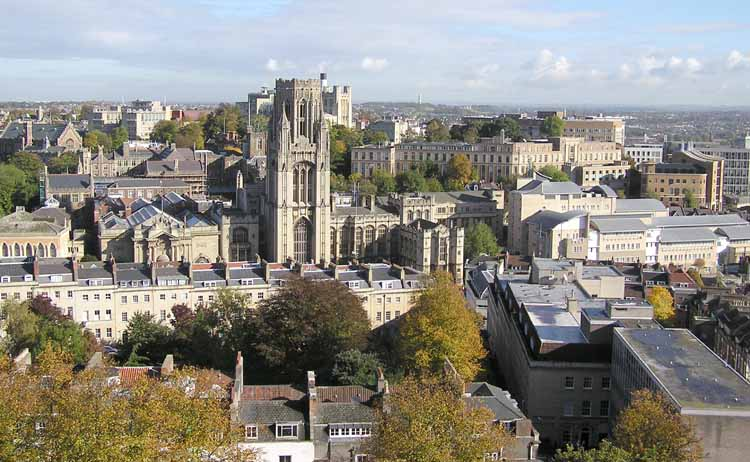
ブリストル大学のキャンパス

ブリストル大学（英語: University of Bristol）は、ブリストル市に本部を置くイギリスの公立大学。1595年に創立された慈善教育機関を背景汲んで、1909年大学として設置された。
英国屈指の名門大学であり、卒業生・在籍者・教職員から13人のノーベル賞受賞者を輩出する、伝統ある名門校の一つでありながら、ブリストルという街の魅力と同じく多様性に溢れた国際的な校風である。

## 概要
イギリス版アイビーリーグとも評される研究型大学連合「ラッセル・グループ」の加盟校として、またヨーロッパ大学連盟である「コインブラ・グループ」の加盟校として牽引、発展してきた。イギリス国内および世界的にも高く評価されており、質の高い研究を提供する大学機関としてイギリス国内４位の評価を受けた。QSが発表するランキングでは、イギリス国内の大学としては、例年TOP10入りしており、オックスブリッジ大学群などに次いで、ラッセルグループ内でも伝統的にエリート校と見なされることが多い。また、ブリストル大学は英国で最初に女子学生に門戸を開いた大学である。チャーチル元首相が学長を務めたことでも知られる。

## 歴史

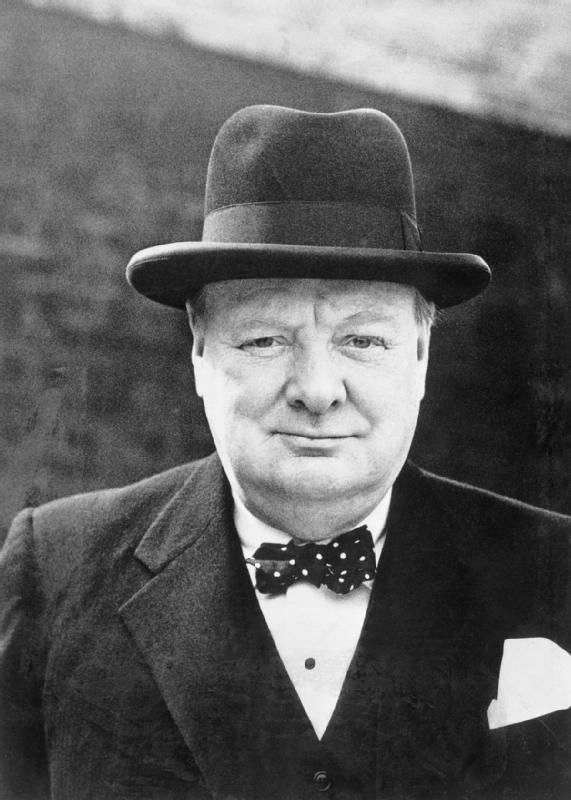
第3代学長ウィンストン・チャーチル

- 1595年 - 工学部の前身となるMerchant Venturers Technical College設立。
- 1833年 - ブリストル医学校設立。
- 1876年 - ユニバーシティ・カレッジ・ブリストル設立。
- 1877年 - アルフレッド・マーシャルがユニバーシティ・カレッジ・ブリストルの学長となる。
- 1893年 - ブリストル医学校とユニバーシティ・カレッジ・ブリストルが合併。
- 1909年 - Henry Overton Willsを学長としてブリストル大学が成立。
- 1929年-1965年 - ウィンストン・チャーチルが学長を務める[10]。
- 2018年 - キャンパス内Fry Buildingで火災が発生[要出典]。
- 2024年 - ブリストル港の奴隷貿易で莫大な財を成した実業家エドワード・コルストンにゆかりのある紋章をエンブレムから削除[11]。

## 学部
現在、ブリストル大学は以下の学部および学科を開校している。

### 人文学部
```
Faculty of Arts
```

- 芸術学科 School of Arts
  - 考古学人類学科 Archaeology and Anthropology
  - 演劇学科 Drama: Theatre, Film, Television
  - 美術史学科 History of Art
  - 音楽学科 Music
  - 哲学科 Philosophy
- 人文学科 School of Humanities
  - 古典学科 Classics & Ancient History
  - 英語学科 English
  - 歴史学科 Historical Studies
  - 神学科 Theology and Religious Studies
- 現代言語学科 School of Modern Language
  - 仏語学科 French
  - 独語学科 German
  - 西語･葡語学科 Hispanic, Portuguese and Latin American Studies
  - 伊語学科 Italian
  - 露語学科 Russian
- 英語・基礎課程 Centre for English Language and Foundation Studies
- イノベーション科 Centre for Innovation

### 工学部
```
Faculty of Engineering
```

- コンピューターサイエンス・電気電子工学・数理工学学科
  - コンピューター科学科 Computer Science
  - 電気電子工学科 Electrical and Electronic Engineering
  - 数理工学科 Engineering Mathematics
- 土木・航空宇宙・機械工学科
  - 機械工学科 Mechanical Engineering
  - デザイン工学科 Engineering Design
  - 航空宇宙工学科 Aerospace Engineering
  - 土木工学科 Civil Engineering

### 生命学部
```
Faculty of Life Science
```

- 生物科学科 School of Biological Sciences
- 生命化学科 School of Biochemistry
- 細胞分子医学科 School of Cellular & Molecular Medicine
- 臨床心理学科 School of Psychological Science
- 生理学･薬理学･神経学科 Physiology, Pharmacology and Neuroscience

### 理学部
```
Faculty of Science
```

- 化学科 School of Chemistry
- 地球科学科 School of Earth Sciences
- 地質学科 School of Geographical Sciences
- 数学科 School of Mathematics
- 物理学科 School of Physics
  - 半導体デバイスの熱特性および信頼性研究科 Centre for Device Thermography and Reliability
  - ナノサイエンス･量子情報研究科 Centre for Nano-Science and Quantum Information
  - インターフェース解析研究科 Interface Analysis Centre

### 医学･健康科学部
```
Faculty of Health Science
```

- 医学科 Bristol Medical School
  - トランスレーショナル(臨床)医科
  - 人口医科
    - 公衆衛生学科
    - デジタル医科
- 歯学科 Bristol Dental School
- 獣医学科 Bristol Veterinary School
- 医学教育センター
  - 解剖科
  - 医療専門職のための修士課

### 社会科学･法学部
```
Faculty of Social Sciences and Law
```

- 教育学科 School of Education
- 政策学科 School for Policy Studies
- 経済学科 School of Economics
- 市場･公共組織学科 Centre for Market and Public Organisation
- 社会学･政治学･国際関係学科　School of Sociology, Politics and International Studies
- 経営学科 University of Bristol Business School
- 法学科 University of Bristol Law School

## 評価
ブリストル大学は、2024年のQSランキングによる評価で、質の高い研究機関としてイギリス国内４位にランクしている。
また、スピンアウト企業（大学の研究成果を基に設立された企業）の創出数で 国内5位 にランクインしており、UBI Global によると、世界最高水準のビジネスインキュベーターを有していると評価された。High Fliersが公開したレポートによれば、イギリスの企業及び雇用主がターゲットとする大学として国内4位にランクインしている。
世界的には、2025年のQS世界大学ランキングにて、総合世界54位にランクインし、イギリスの大学としては9番目であった。
2010年の英国研究補助金額は全英100校中8位
であった。

### League tables
| | 2010 | 2009 | 2008 | 2007 | 2006 | 2005 | 2004 | 2003 | 2002 | 2001 | 2000 | 1999 | 1998 | 1997 | 1996 | 1995  | 1994  | 1993  |
| --- | ---- | ---- | ---- | ---- | ---- | ---- | ---- | ---- | ---- | ---- | ---- | ---- | ---- | ---- | ---- | ----- | ----- | ----- |
| Times Good University Guide                                                                              | 10th | 10th | 8th  | 7th  | 7th  | 12th | 9th  | 7th  | 4th  | 4th  | 4th  | 8th= | 8th  | 11th | 8th= | 10th= | 12th= | 11th= |
| Sunday Times University Guide                                                                            | 10th | 16th | 10th | 9th  | 9th  | 8th  | 8th  | 7th  | 12th | 11th | 11th | 9th  | 14th |      |      |       |       |       |
| Guardian University Guide                                                                                | 29th | 31st | 14th |      | 13th | 19th | 16th | 14th | 8th  |      |      |      |      |      |      |       |       |       |
| Daily Telegraph                                                                                          |      |      |      | 7th  |      |      |      | 16th | 17th |      |      |      |      |      |      |       |       |       |
| Independent The Complete University Guide\|Complete University Guide supported by PriceWaterHouseCoopers | 16th | 16th | 7th  |      |      |      |      |      |      |      |      |      |      |      |      |       |       |       |
| FT Good University Guide                                                                                 |      |      |      |      |      |      |      | 7th  | 8th  | 8th  | 6th  | 7th  |      |      |      |       |       |       |

## 対外関係
ブリストル大学はイギリスの研究型大規模大学群ラッセル・グループ、ヨーロッパの研究型大学で構成されるコインブラ・グループおよびWorldwide Universities Networkの加盟校である。
いくつかの日本の大学との間にパートナーシップ協定を結んでおり、以下の大学においては、双方からの交換留学が行われている。早稲田大学，京都大学，九州大学，一橋大学，名古屋大学，新潟大学，上智大学。
なお、およそ40人の日本人学生がブリストル大学に在籍している。

## 出身者

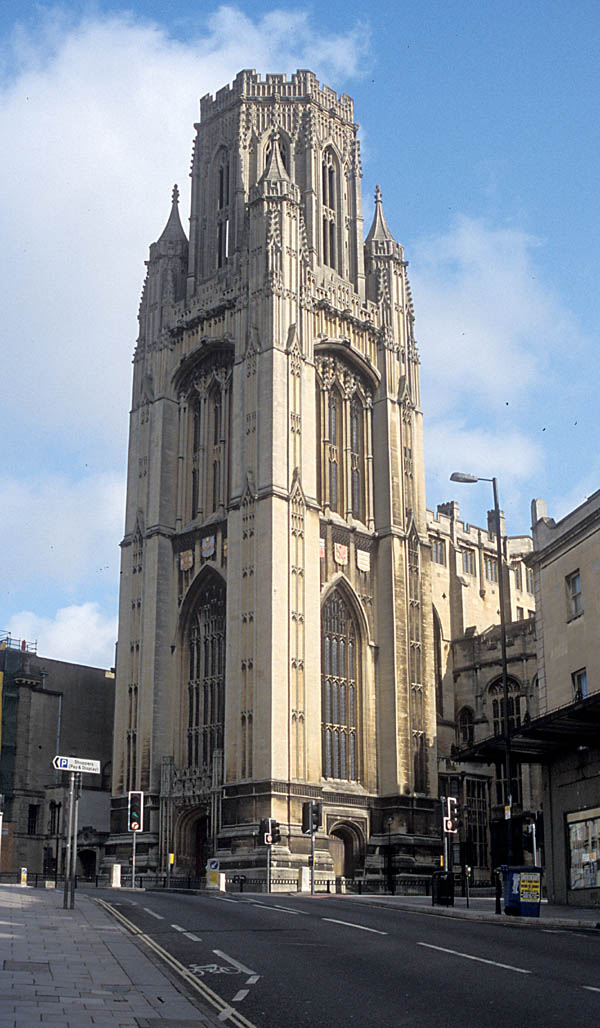
The Wills Memorial Building

- ポール・ディラック - 理論物理学者、ノーベル物理学賞
- クラウス・フックス - 理論物理学者
- ネヴィル・モット - 物理学者、ノーベル物理学賞
- セシル・パウエル - 物理学者、ノーベル物理学賞
- ドロシー・ホジキン - 化学者、ノーベル化学賞
- ウィリアム・ラムゼー - 化学者、ノーベル化学賞
- ゲルハルト・ヘルツベルク - 化学者、ノーベル化学賞
- ジャン＝マリ・ギュスターヴ・ル・クレジオ - 小説家、ノーベル文学賞
- ベン・グリーン - 数学者
- リンダ・コリー - 歴史学者、プリンストン大学教授
- クラウス・ドッズ - 地理学者、ロンドン大学教授
- ナイジェル・アンスティ - 地球物理学者
- リチャード・サイクス - グラクソ・スミスクライン元会長
- フン・マネット - カンボジア首相
- ジョナサン・イヴァンス - 元MI5長官
- アルベール２世 - モナコ公
- レンビット・オーピック - Liberal Democrat所属、イギリス下院議員
- ンコサザナ・ドラミニ＝ズーマ - アフリカ連合委員会主席
- ポール・ボーテング - イギリス下院議員、元内閣府担当大臣
- ラマッジ・プレスコット - 女性初のジブラルタル議会議長
- サラ・ケイン - 劇作家
- ナイジェル・マーヴェン - 野生動物プレゼンター、テレビプロデューサー、作家、鳥類学者
- アンジェラ・ カーター - 作家
- ジェームズ・ランデール - 元BBCニュース チーフ政治担当記者
- エミリー・ワトソン - 女優
- ジェイソン・アイザックス - 俳優
- マット・ルーカス - コメディアン
- デヴィッド・ウォリアムズ - コメディアン
- ヒュー・コーンウェル - ロックミュージシャン、ストラングラーズ結成の中心人物
- サイモン・ペグ - コメディアン・俳優
- マイケル・ウィンターボトム - 映画監督
- ジェームス・ブラント - ミュージシャン
- ホープ・タラ - ミュージシャン
- ジェレミー・ウェイド - アニマルプラネット『怪物魚を追え！』番組ホスト
- テッサ・モリス＝スズキ - オーストラリア国立大学教授
- 馬場雄亮－社会福祉実践者
- 舒旻 - 早稲田大学高等研究所准教授
- 真鍋真 - 国立科学博物館地学研究部研究官
- 松谷好明 - 牧師、イギリスのキリスト教関係